# Teodorico I
Flavio Teodorico I o Flavio Teodoredo (393-451) fue un rey de los visigodos. Posiblemente era hijo ilegítimo de Flavio Alarico, no obstante, según nuevas investigaciones, Teodorico I era el yerno de Alarico I. En el año 418 sucedió a Walia, reinando hasta el 451. Con él comienza el linaje de Tolosa (Toulouse). Completó el asentamiento de los visigodos en Aquitania y expandió sus dominios a Hispania. Su nombre original, praenomen, era Þjudareiks ("Rey del Pueblo"), latinizado Theodericus y su nomen era Flavius (tradición comenzada por Flavio Alarico I como muestra de su cultura romana y que seguirían todos los reyes godos).

## Biografía
Los romanos habían ordenado a Walia abandonar Hispania y trasladarse con su gente a Galia. Por lo tanto Teodorico, como su sucesor, completó los asentamientos visigóticos en Gallia Aquitania II, Novempopulania y Narbonense Primera. Pero los visigodos no tenían acceso al Mar Mediterráneo. Teodorico aprovechó entonces la decadencia del Imperio romano para extender sus territorios hacia el sur. Tras la muerte del emperador Flavio Honorio y la usurpación de Joannes en 423, hubo pugnas dentro del Imperio y en el año 425 Teodorico intentó conquistar Arlés, pero se lo impidió el Magister militum Aecio, quien fue asistido por los hunos.
Entonces los visigodos acordaron un tratado y se les dio nobles galos como rehenes. Como hecho anecdótico, se puede mencionar que el futuro emperador Avito visitó a Teodorico, vivió en su corte e incluso educó a sus hijos.
Fue suegro del rey suevo Flavio Rechiario.

## Acceso al Mediterráneo
Como los romanos tuvieron que enfrentarse a los francos, quienes saquearon Colonia y Tréveris en el 435, y por otros eventos, Teodorico vio la oportunidad de conquistar Narbo Martius en el año 436, para obtener acceso al Mediterráneo y a los caminos a los Pirineos. Pero Litorio, también con la ayuda de los hunos, logró impedir la toma de la ciudad y envió a los visigodos de vuelta a su capital Tolosa. La oferta de paz de Teodorico fue rehusada, pero el rey venció en una decisiva batalla en Tolosa, y Litorio pronto murió en cautiverio a causa de las heridas recibidas en la batalla. En ese momento Avito fue a Tolosa (siguiendo las órdenes de Aecio) y ofreció un tratado de paz, que Teodorico aceptó.

En 436 rompió otra vez la guerra contra los romanos; sitió y estrechó á Narbona, cuya empresa tuvo que abandonar por la mediacion de Avíto. Theodorico, no pudiendo obtener la paz que pedia a los Romanos que tenían sitiada a Tolosa, les presentó batalla, en la que salió vencedor, tomando prisionero a su general Litório en 439.
 Capmany y de Montpalau, Antonio de. (n.d.). Compendio cronológico-histórico de los Soberanos de Europa. Primera Parte.  D.Miguel Escribano (1784).

## Atila
Cuando Atila avanzó con su gran ejército hacia Europa Occidental e invadió Galia, Avito logró formar una alianza entre Teodorico y su viejo rival Aecio contra los hunos. Se puede conjeturar que Teodorico aceptó esta coalición porque reconoció el peligro que representaban los hunos para su propio reino. Con su ejército entero y sus hijos Turismundo y Teodorico se unió a Aecio, salvaron la civitas Aurelianorum y obligaron a Atila a retirarse (en junio de 451).
Teodorico murió a mediados de septiembre de 451 en la colosal batalla de las naciones que se libró en Mauriaco, no lejos de Metz, in campis Catalaunicis, en la que la federación formada por romanos, visigodos, alanos, burgundios y francos derrotaron a las huestes de Atila, quien además de los hunos, guiaba a guerreros ostrogodos, escitas, hérulos, gépidos, sármatas y otras tribus germánicas menores. La honra de la victoria correspondió al ala mandada por Teodoredo, que atacó el grueso de los hunos, haciendo retirarse al mismo Atila  en la confusión de la noche.

... Cuando amaneció, Turismundo y los visigodos encontraron entre un gran montón de cadáveres el del rey Teodoredo, cuyo sacrificio señalaba el final de la carrera invencible de Atila. La lucha era de germanos contra germanos, de visigodos contra ostrogodos y hunos; el Imperio apenas contaba; así, esta dolorosa victoria no suscitó, como las de Estilicón, clásicos poemas de un Claudiano o un Prudencio, sino extraños epinicios, los informes cantos visigóticos en las exequias de Teodoredo, de que Jordanes habla, coreados con el fúnebre son de las armas entrechocadas...
 Ramón Menéndez Pidal, Universalismo y nacionalismo. Romanos y germanos.

Fue sucedido por su hijo Turismundo, el cual fue elegido rey en el mismo campo de batalla en que había caído su padre. Aecio, temeroso del éxito visigodo, permite la huida de Atila sin persecución, pues con engañosas razones hizo que Turismundo regresara a Tolosa de Francia.